# Консервативная партия (Уганда)
Консервативная партия (англ. Conservative Party) — правоцентристская политическая партия в Уганде. Партия официально была основана в изгнании в 1966 году, фактически активна с 1979—1980 годов. Лидер партии — Кен Лукьямузи.

## История

### Основание
Консервативная партия является де-факто преемницей Кабака Екка, политической партии и движения народа ганда, которая была лояльна монархии Буганды и действовала сразу после обретения Угандой независимости . Партия Кабака Екка и королевство Буганда были распущены во время кризиса Менго в 1966 году. Премьер-министр (катиккиро) Буганды Иоаш Майянджа Нканги бежал за границу. Как бывший член молодежного крыла Кабака Екка, Нканги организовал Консервативную партию в изгнании; таким образом, 1966 год считается традиционной датой основания партии. Однако по-настоящему партия активизировалась только с 1979 или 1980 года.
К моменту своего основания партия в целом придерживалась тех же принципов, что и Кабака Екка Политические цели партии не были чётко определены за исключением призыва к восстановлению конституции Уганды 1962 года и децентрализации политической власти в стране. Партия считалась монархической, поскольку одной из её основных целей была защита традиционных правителей Уганды. Тем не менее, она не подчеркивала свою связь с роялистами Буганды.

### Политическая активность
Консервативная партия была одной из четырёх политических партий, которые после восстановления многопартийности в Уганде зарегистрировались на парламентских выборах 1980 года, но оставалась незначительной силой. У неё не было финансирования и военизированного крыла, как у других угандийских партий, а также не было твёрдой партийной организации. Многие монархисты Буганды присоединились к Демократической партии, поскольку считали, что Консервативная партия не сможет выиграть выборы. Во время предвыборной кампании 1980 года партия утверждала, что её сторонники подвергались преследованиям со стороны Народного конгресса Уганды и Демократической партии. В следующие десятилетия партия оставалась маргинальной группой, в то время как Уганда перешла под контроль череды авторитарных правительств. Несмотря на это, Иоаш Майянджа Нканги стал влиятельной фигурой и был назначен министром несколькими режимами Уганды. К началу 1990-х годов партия стала более активно заявлять о своей поддержке традиционных целей бывшего движения Кабака Екка. В 1993 году давняя амбиция монархистов по восстановлению королевства Буганда была осуществлена. Нканги сыграл важную роль в реставрации.
В начале 2000-х годов партия была затронута фракционностью с известными фракциями во главе с Нканги и депутатом Макинди Вест Нсубуга Нсамбу. Нканги первоначально примирился с остальной частью партии при генеральном секретаре Кен Лукьямузи в июле 2003 года, но был изгнан с должности генерального президента партии в ноябре 2003 года. Нсамбу и Лукьямузи утверждали, что Нканги слишком сблизился с правящим правительством Йовери Мусевени и больше не следует идеологии партии. Впоследствии Нсамбу был объявлен временным президентом партии. Внутренние споры продолжались до 2005 года, когда Нканги официально согласился передать руководство Лукьямузи.
На всеобщих выборах 2006 года партия получила лишь одно из 289 избраемых мест парламента.
Во время всеобщих выборов 2016 года Консервативная партия поддержала кандидата в президенты Киззу Бесидже. Президент партии Лукьямузи присутствовал на церемонии основания Альянса за национальное преобразование в 2019 году.

## Идеология
Консервативная партия описывается как правоцентристская. Партия придает большое значение угандийским традициям и обычаям и считается монархической из-за её поддержки традиционных правителей. Партия предложила децентрализацию и федерализацию Уганды, аргументируя это тем, что страна была сформирована как союз разных народов. По мере того, как эти идеи постепенно становились всё более популярными в Уганде, их приняли и другие партии, в результате чего партия была маргинализована. Партия начала уделять больше внимания социальной справедливости и позиционирует себя как защитник интересов сельской бедноты, против особых привилегий и против коррупции. Партия также выступает за устойчивое использование лесов и водоёмов Уганды и проводит кампании по защите окружающей среды.